# Cleviet

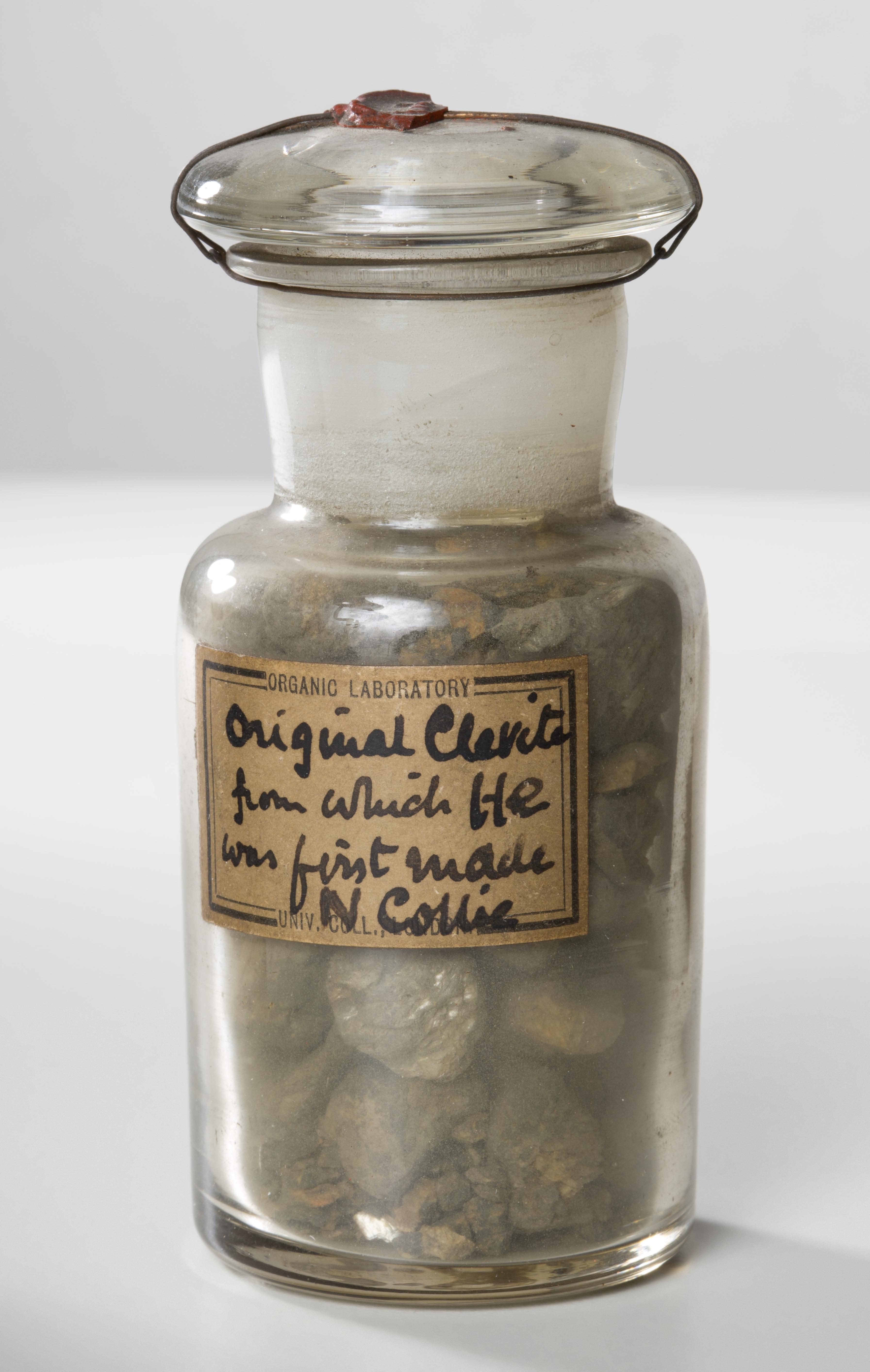
Cleviet-monster waaruit Ramsay voor het eerst helium heeft gewonnen, in de verzameling van University College London.

Cleviet is een onzuivere vorm van uraniniet. Daar komt uranium in voor, uranium(IV)oxide UO2 of 'pekblende', dat sterk radioactief is. Het ertsgesteente wordt vooral in Noorwegen gevonden. Ongeveer 10% van het uranium is in cleviet door zeldzame aardmetalen vervangen. Het is naar de scheikundige Per Teodor Cleve genoemd uit Zweden.
Cleviet was de eerste bekende aardse bron van helium. Helium komt in de vorm van alfastraling vrij bij het radioactieve verval van uranium. Het helium blijft in het ertsgesteente opgesloten. William Ramsay uit Schotland was in 1895 de eerste die helium isoleerde toen hij cleviet met zwavelzuur behandelde. Hij kreeg later de Nobelprijs voor Scheikunde voor zijn ontdekking van edelgassen in lucht. Cleve en Abraham Langlet hebben ook in 1904 onafhankelijk van Ramsay hetzelfde experiment uitgevoerd.
Bröggeriet is een variant van cleviet waar relatief veel thorium in voorkomt.